# Musée Herzl
Pour les articles homonymes, voir Herzl.

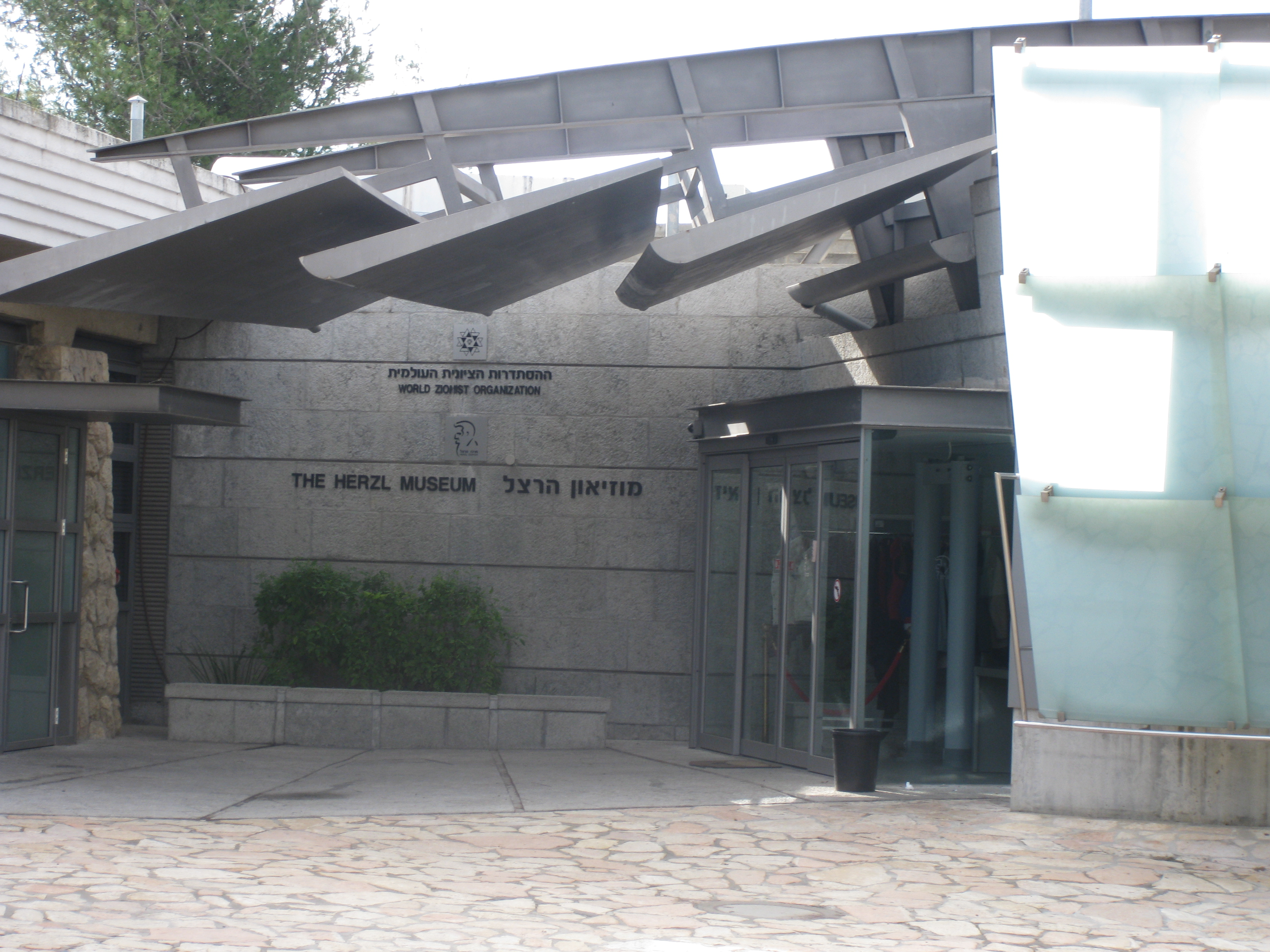

Le musée Herzl est un musée à Jérusalem, qui traite des activités de Théodore Herzl, fondateur du mouvement sionisme. IL est situé à l'entrée principale du mont Herzl. 
Le nouveau musée comporte quatre expositions audiovisuelles : l'un sur le cheminement de Herzl vers le sionisme, le second sur ses activités dans les mouvements politiques sionistes, le troisième présentant son étude, et la quatrième compare la vision de Herzl pour Israël, comme indiqué dans son livre Altneuland et les réalisations d'Israël dans la pratique. 
Le musée comprend deux centres éducatifs pour des études liées sionisme, l'un nommé Aryeh Tzimuki et l'autre Stella et Alexander Margolis. Le musée est géré par l'Organisation sioniste mondiale.